# Stanley Crook
Stanley Crook – wieś w Anglii, w hrabstwie Durham. Leży 12 km na zachód od miasta Durham i 375 km na północ od Londynu. Miejscowość liczy 2986 mieszkańców.